# At the Drive-In
At the Drive-In, ATDI eller at.the.drive.in är ett amerikanskt post-hardcore-band från Texas som var aktivt mellan 1993 och 2001. Bandet grundades av vokalisten Cedric Bixler-Zavala och gitarristen Jim Ward. Musiken influerades till stor del av band som Fugazi och Rites of Spring, vilket gjorde att många kritiker kategoriserade dem som post-hardcore eller emo, trots att de influerades av flera andra genrer.
På grund av mycket turnerande och nästan aggressiv marknadsföring av sig själva skapade bandet snabbt en lojal bas av fans, och efter att ha spelat in två EP:s släppte de 1996 sin första skiva, Acrobatic Tenement. Till den här skivan hade man rekryterat Bixler-Zavalas vän Omar Rodriguez-Lopez som basist. På nästa skiva, In/Casino/Out, bytte dock denne till gitarr.
Sin största framgång fick bandet med sitt tredje och sista album Relationship of Command, som kom ut år 2000. Låten "One Armed Scissor" blev bandets största hit och spelades ofta på MTV. Turnerandet sträckte sig nu ända till Australien, där bandet dock klev av scenen efter mindre än halva setet på grund av att publiken moshade, något som bandet motsatte sig.
År 2001 spelade At the Drive-In sin sista show, i Groningen, Nederländerna. Enligt Bixler-Zavala berodde upplösningen på en mängd olika faktorer, bland annat hypen omkring dem och de kreativa skillnaderna inom bandet. Även hans och Rodriguez-Lopez drogvanor kan ha bidragit till bandets slut.
Sedan gruppen upplösts startade Bixler-Zavala och Rodriguez-Lopez bandet The Mars Volta, och tog därmed en mer psykedelisk och experimentell inriktning, medan Jim Ward och de andra medlemmarna grundade Sparta och fortsatte på samma post-hardcoreinriktning som At the Drive-In haft.
Den 9 januari 2012 meddelade bandet på sin webbplats att de hade återförenats och skulle spela på Coachella Valley Music and Arts Festival. De är också klara för engelska festivalen Reading & Leeds där de kommer spela på NME/Radio 1 Stage.

## Diskografi
Studioalbum
- Acrobatic Tenement (1996)
- In/Casino/Out (1998)
- Relationship of Command (2000)
- in•ter a•li•a (2017)

EP
- Hell Paso (1994)
- ¡Alfaro Vive, Carajo! (1995)
- El Gran Orgo (1997)
- Vaya (1999)
- Sunshine / At the Drive-In (2000)
- Diamanté (2017)